# Laches (Plato)
De Laches is een van de vroege dialogen van Plato. Het gesprek draait om het begrip moed, maar manifest is ook Plato's intentie om Socrates te laten zien als een gerespecteerd lid van de Atheense gemeenschap.

## Deelnemers aan het gesprek
Het gesprek heeft plaatsgevonden tussen 424-418 v. Chr. Deelnemers zijn: Lysimachos, Melèsias en hun zoons; Nikias, de beroemde Atheense generaal; Laches, een minder bekende Atheense generaal, en Socrates.

## Inhoud
Lysimachos en Melèsias vragen advies aan de militairen Laches en Nikias over de vraag of het zinvol is hun zonen te laten trainen in de hoplomachie (vechten in volledige wapenuitrusting). Nikias denkt van wel, hij acht het een nuttige tijdsbesteding die goed is voor lichaam en geest, Laches denkt van niet: zelfs de Spartanen, militair volk bij uitstek, doen het niet. Iemand die laf is, wordt niet dapper door het leren van deze kunst.
Nadat beide adviseurs hebben gesproken vragen zij Socrates om raad. In plaats van de gestelde vraag te beantwoorden, vraagt Socrates zich echter af wat het oorspronkelijke doel van deze training was; wat precies moesten de kinderen ervan leren? Zodra zij gezamenlijk hebben bepaald dat het doel van de training is om de kinderen aretè (voortreffelijkheid, deugd), en meer in het bijzonder, moed, bij te brengen, bespreekt Socrates met Laches en Nikias wat nu precies moed is.
Als eerste stelt Laches voor: Moed is weerstand bieden aan de vijand zonder te vluchten. Maar soms is het tactisch beter om zich terug te trekken, zonder dat dat afbreuk doet aan iemands dapperheid. En verder kan iemand ook dapper zijn op andere gebieden van het leven, bijvoorbeeld moedig een ziekte verdragen. Dan stelt Laches een andere definitie voor: Moed is een soort uithoudingsvermogen van de ziel. Dat is iets positiefs, erkent Laches. Maar Socrates wijst hem erop dat dit zowel uit intelligent als uit onbezonnen gedrag kan voortkomen, en in dat laatste geval is het eerder iets als 'hardnekkigheid', dus niet langer iets positiefs.
Dan geeft Laches het op en lanceert Nikias een definitie: Moed is de kennis van hetgeen wel en niet te vrezen is. Laches vindt deze definitie gebaseerd op kennis onzin. Maar veel handelingen, geeft Socrates aan, zijn pseudo-moedig, omdat ze onberedeneerd zijn, en dus eerder onbezonnen dan moedig. Maar als moed, onderdeel van de aretè, kennis is van wat wel en niet te vrezen is, is het kennis van al hetgeen goed en slecht is met betrekking tot de toekomst. Maar kennis strekt zich normaal gesproken altijd uit over heden, verleden en toekomst. Dus dat zou dan ook voor 'moed' moeten gelden. Maar, als dat zo was, zou moed kennis van al wat goed en slecht is zijn, en daarmee samenvallen met de hele aretè.
Dus komen ze er niet uit. We hebben een echte expert nodig, concludeert Socrates.
(Het kan verbazen dat de definitie van Nikias wordt afgekeurd, al is deze typisch socratisch. Maar misschien is het positieve gegeven dat Nikias en Socrates het erover eens zijn dat aretè een vorm van kennis is belangrijker, en is verder impliciet dat (althans voor Socrates) alle deugden te herleiden zijn tot kennis van al wat goed en slecht is.

## Socrates' positie in Athene
In de Atheense komedie (o.a. die van Eupolis, en in de 'Wolken' van Aristophanes) wordt een niet al te flatteus beeld geschetst van Socrates als zwetser op het marktplein, en als een van de sofisten die de Atheense moraal in gevaar brachten. Hij is ten slotte ook ter dood veroordeeld. Men mag aannemen dat Plato de Apologie van Socrates grotendeels bedoeld heeft ter verdediging van het optreden zijn leermeester. Aldaar lezen we ook, als voorbeeld van Socrates' morele rechtschapenheid, het verhaal dat hij zich als enige had verzet tegen de illegale groepsmatige terechtstelling van de Atheense bevelhebbers die na een zeeslag hadden nagelaten eventuele overlevenden te helpen en lijken te bergen. Anderzijds blijkt daar ook wel dat zijn optreden velen in Athene irriteerde, hetgeen ook naar voren komt in scènes in Plato's dialogen waar gesprekspartners boos reageren op zijn manie om vragen te blijven stellen. Daar staat zijn vermoedelijke populariteit bij veel jongeren tegenover.
Hier in de Laches echter wordt Socrates voorgesteld als de beleefde gesprekspartner, geacht door oudere, belangrijke, personen uit het Atheense publieke leven. De militair Laches roemt Socrates' optreden bij de 'terugtrekking uit Delion' en Nikias vertelt dat hij aan Socrates' bemiddeling een geschikte leraar 'muziek' voor zijn zoon dankt. Socrates' oordeel over het onderwerp 'opvoeding' wordt geapprecieerd, en zijn gedrag is beleefd, hoofs bijna. Nikias geeft zelfs te kennen dat hij aan de ontmoetingen met Socrates een beter levensinzicht overhoudt.

## Dwarsverbanden met andere dialogen
Zie de Meno voor de socratische these dat aretè een (vorm van) kennis is.

## Nederlandse vertalingen
- Plato, Verzameld werk, vol. 15, Charmenides - Laches - Lysis, vert. Mario Molegraaf, 2005. ISBN 9789035118805
- Plato, "Laches", in: Verzameld werk, vol. 1, vert. Xaveer de Win, Antwerpen, Nederlandsche Boekhandel, 1965 (herdrukt 1978, 1980 en 1999)

## Andere vertalingen
- (en)  Plato, "Laches", in: J.M. Cooper en D.S. Hutchinson (eds.), Complete Works, 1997, 1838 p. ISBN 9780872203495
Grondige Engelse vertaling in één band met annotaties en toelichting